# Dreiunddreißig
Die Dreiunddreißig (33) ist die natürliche Zahl zwischen Zweiunddreißig und Vierunddreißig. Sie ist ungerade.

## Eigenschaften
Die Zahl ist ungerade und eine Schnapszahl. Sie ist als zusammengesetzte Zahl eine Fastprimzahl zweiter Ordnung und eine Størmer-Zahl. Zudem ist sie eine glückliche Zahl und eine defiziente Zahl.
33 ist:
- die größte natürliche Zahl, die sich nicht als Summe verschiedener Dreieckszahlen darstellen lässt.
- die kleinste ungerade Schnapszahl, die keine Primzahl ist.
- die Summe der ersten vier positiven Fakultäten.
- die kleinste ganze Zahl, die so beschaffen ist, dass sie und die nächsten beiden ganzen Zahlen alle die gleiche Anzahl von Teilern haben.

Zwischen 1999 und 2019 war 33 die kleinste Zahl, für die keine Darstellung als Summe von drei Kubikzahlen bekannt war.

## Wissenschaft
- Dreiunddreißig ist die Ordnungszahl von Arsen.
- In der Newton-Skala kocht Wasser bei 33 Grad.
- Eine normale menschliche Wirbelsäule hat 33 Wirbel, wenn man die Knochen, die das Steißbein bilden, einzeln zählt.

## Sprachen, Kultur und Gesellschaft

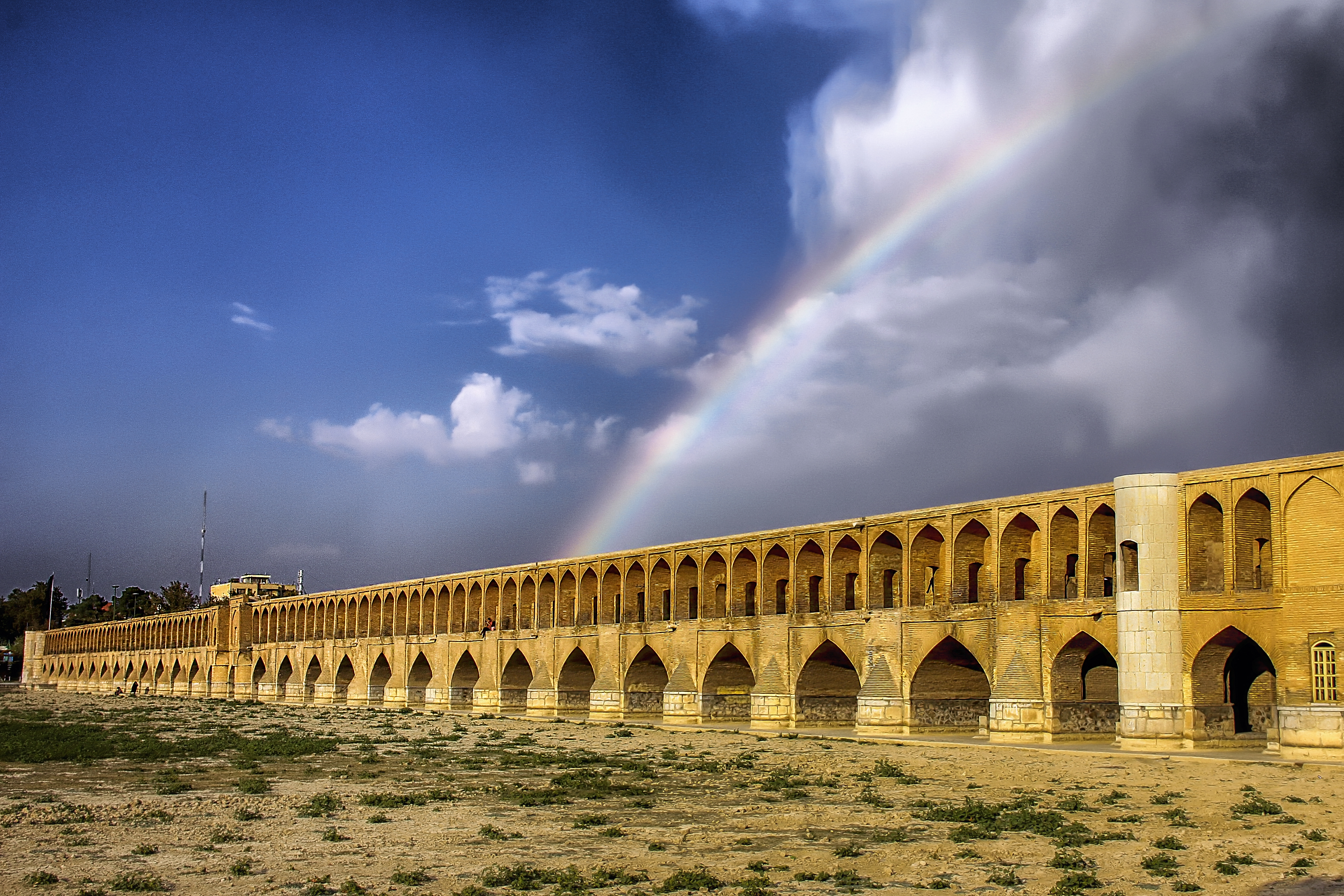
Si-o-se Pol

- Das moderne georgische Alphabet umfasst heute 33 Buchstaben.

## Mythologie und Religion
- Das Si-o-se Pol-Viadukt überspannt den Zayandeh Rud mit 33 gemauerten Bögen.
- Der Saigoku-Pilgerweg und die Bandō-Sanjūsankasho-Pilgerreise führen jeweils entlang 33 buddhistischer Tempel.

## Geographie
- Der Inselstaat Kiribati umfasst 33 Inseln, von denen die große Mehrheit Atolle sind (Stand 2024).[1]